# ヴォルヴァドス
ヴォルヴァドス（Vorvados）は、クトゥルフ神話に登場する架空の神性。最初の人類が棲息していた古代ムー大陸で、クトゥルフ、イグ、イオドらと共に崇拝されていたが、その中で人類に友好的な神々の一柱。
ヘンリー・カットナーの『魂を喰らうもの』を初出とする。呼称はその居住する惑星の地名にちなんで「ヤルナクの灰白湾のヴォルヴァドス」「ベル＝ヤルナクのヴォルヴァドス」。別名は「炎を焚きつけるもの」。
ベル＝ヤルナクはベテルギウスの彼方の星にある都市で、その首長は代々ヴォルヴァドスを崇拝している。ただし首長以外のものがヴォルヴァドスを崇拝することはないという。人々の魂を喰らう魔神に首長が立ち向かったときヴォルヴァドスは助言を与えたが、「神に打ち勝つのは神ではなく、神を創った人である」という理由から自ら戦うことはなかった。またリン・カーターの『深淵への降下』によると、ヤルナクでかつて権勢を振るったムノムクアを放逐したのはヴォルヴァドスである。
リン・カーターの『クトゥルー神話の神神』では、地球本来の神々にカテゴリされているが、同時に「旧支配者の炎の精に属すかもしれない」とも付け加えられている。クトゥルフ神話TRPGでは、旧神にカテゴリされている。

## 登場作品
- ヘンリー・カットナー『侵入者』：青心社「クトゥルー8」
- ヘンリー・カットナー『魂を喰らうもの』：「ペガーナロスト14」（2014）雨宮伊都訳、「魂を喰らうもの」（綺想社・私家版・2022）海野しぃる訳
- リン・カーター『深淵への降下』：新紀元社「エイボンの書」